# Rząd Kazimiry Prunskienė
Rząd Kazimiry Prunskienė – pierwszy rząd Republiki Litewskiej od ogłoszenia niepodległości w 1990.
17 marca 1990 Rada Najwyższa Litwy powierzyła misję utworzenia rządu Kazimirze Prunskienė. Proces formowania składu gabinetu zakończył się na początku kwietnia 1990.
8 stycznia 1991 Rada Najwyższa przyjęła dymisję premiera i powierzyła rządowi wykonywanie obowiązków do czasu sformowania nowego gabinetu. Rząd Kazimiry Prunskienė zakończył działalność 10 stycznia wraz z powołaniem Albertasa Šimėnasa.
Ministrowie reprezentowali w większości środowiska polityczne Sąjūdisu i Komunistycznej Partii Litwy (niezależnej od KPZR, przekształconej pod koniec 1990 w Litewską Demokratyczną Partię Pracy).

## Skład rządu
| funkcja                            | minister               | okres urzędowania | okres urzędowania |
| funkcja                            | minister               | od                | do                |
| ---------------------------------- | ---------------------- | ----------------- | ----------------- |
| premier                            | Kazimira Prunskienė    | 17 marca 1990     | 10 stycznia 1991  |
| wicepremier                        | Algirdas Brazauskas    | 17 marca 1990     | 10 stycznia 1991  |
| wicepremier                        | Romualdas Ozolas       | 17 marca 1990     | 10 stycznia 1991  |
| minister budownictwa i urbanistyki | Algimantas Nasvytis    | 26 marca 1990     | 10 stycznia 1991  |
| minister ekonomiki                 | Vytas Navickas         | 2 kwietnia 1990   | 10 stycznia 1991  |
| minister energetyki                | Leonas Ašmantas        | 26 marca 1990     | 10 stycznia 1991  |
| minister finansów                  | Romualdas Sikorskis    | 23 marca 1990     | 10 stycznia 1991  |
| minister handlu                    | Albertas Sinevičius    | 3 kwietnia 1990   | 10 stycznia 1991  |
| minister kultury i edukacji        | Darius Kuolys          | 26 marca 1990     | 10 stycznia 1991  |
| minister leśnictwa                 | Vaidotas Antanaitis    | 23 marca 1990     | 10 stycznia 1991  |
| minister łączności                 | Kostas Birulis         | 27 marca 1990     | 10 stycznia 1991  |
| minister opieki socjalnej          | Algis Dobravolskas     | 24 marca 1990     | 10 stycznia 1991  |
| minister przemysłu                 | Rimvydas Jasinavičius  | 23 marca 1990     | 10 stycznia 1991  |
| minister rezerw materiałowych      | Romualdas Kozyrovičius | 23 marca 1990     | 10 stycznia 1991  |
| minister rolnictwa                 | Vytautas Knašys        | 23 marca 1990     | 10 stycznia 1991  |
| minister spraw wewnętrznych        | Marijonas Misiukonis   | 23 marca 1990     | 10 stycznia 1991  |
| minister spraw zagranicznych       | Algirdas Saudargas     | 24 marca 1990     | 10 stycznia 1991  |
| minister sprawiedliwości           | Pranas Kūris           | 23 marca 1990     | 10 stycznia 1991  |
| minister transportu                | Jonas Biržiškis        | 29 marca 1990     | 10 stycznia 1991  |
| minister zdrowia                   | Juozas Olekas          | 23 marca 1990     | 10 stycznia 1991  |